# Enchentes e deslizamentos de terra no Rio de Janeiro em 2011
Enchentes e deslizamentos de terra atingiram o estado do Rio de Janeiro em janeiro de 2011. Os municípios mais afetados foram Nova Friburgo, Teresópolis, Petrópolis, Sumidouro, São José do Vale do Rio Preto, Bom Jardim e Cachoeiras de Macacu, na Região Serrana, e Areal, na Região Centro-Sul do estado. Os serviços governamentais contabilizaram 916 mortes e em torno de 345 desaparecidos. A Secretaria de Estado da Saúde e Defesa Civil do Rio de Janeiro, reportou que 428 pessoas morreram em Nova Friburgo, 382 em Teresópolis, 71 em Petrópolis, 21 em Sumidouro, 4 em São José do Vale do Rio Preto e 1 em Bom Jardim. Já as desaparecidas foram 180 em Teresópolis, 85 em Nova Friburgo, 45 em Petrópolis e duas em Sumidouro. Ainda de acordo com o MP, outras 32 pessoas não foram encontradas em outras localidades da Região Serrana, até aquele momento, nos quatro municípios. Por último, cerca de 35 mil pessoas ficaram desalojadas em consequência dos desastres naturais.
A tragédia foi considerada como o maior desastre climático da história do país, superando os 463 mortos do temporal que atingiu o município paulista de Caraguatatuba, em 1967. No entanto, a maior tragédia natural da história do Brasil ainda é a grande inundação ocorrida na Serra das Araras, em Janeiro de 1967, que, entre mortos e desaparecidos, vitimou cerca de 1 700 pessoas.
No dia 14 de janeiro, a notícia de queda de caixa de água causou pânico entre moradores de Nova Friburgo, assustando moradores da cidade, e da Região Serrana do Rio. Com medo, boa parte da população chegou a pensar que uma represa do município havia rompido. A região voltou a receber precipitação dias posteriores. Até mesmo a cidade do Rio de Janeiro entrou em estado de atenção no dia 15 de janeiro por fortes chuvas nas zonas norte e oeste, segundo o Centro de Operações Rio. Alerta para o dia 16 e 17 de janeiro foi repassado pelo Instituto Nacional de Meteorologia (Inmet), tendo a possibilidade de mais chuvas para toda a região, decorrente das condições favoráveis.

## Histórico
Após o tsunami do oceano índico de 2004 a ONU criou o Plano de Ação de Hyogo, de acordo com o qual os países ficam obrigados a enviar um relatório completo da capacidade interna de prevenção a desastres a cada dois anos. No relatório brasileiro enviado em novembro de 2010 Ivone Maria Valente, da Secretaria Nacional da Defesa Civil, aponta despreparo dos órgãos de Defesa Civil. O governo admite ainda que não avaliou nenhuma escola ou hospital para elaborar o documento. A falta de planejamento é apontada como principal fator para pôr em risco a população. No documento fica claro que o Brasil estaria economizando recursos financeiros se a prioridade fosse a prevenção. O documento do governo já previa o "aumento da ocorrência de desastres".
Entre 2007 e 2009 o Ministério do Meio Ambiente e a Secretaria Estadual de Meio Ambiente elaboraram relatórios visando identificar os impactos ambientais da implantação, pela Petrobras, do Complexo Petroquímico do Rio de Janeiro no município de Itaboraí. Os documentos na época já apontavam como prioritárias a remoção de imóveis de áreas de preservação permanente em Teresópolis. Ainda segundo os relatórios, o problema é agravado pela "ausência de controle e rigor dos órgãos ambientais e falta de infraestrutura para treinar os fiscais ambientais". Apesar dos diagnósticos serem antigos, apenas no final de 2010 o prefeito de Teresópolis, Jorge Mário Sedlacek (PT), apresentou um Plano Local de Desenvolvimento Sustentável. De acordo com o prefeito 200 famílias foram removidas desde o início do seu governo.
Em Friburgo o relatório da Agenda 21 também apontava irregularidades como "loteamentos clandestinos ou aprovados sem o devido estudo". No entanto, o prefeito Demerval Barboza Moreira Neto (PMDB) afirmou que não havia como evitar a tragédia. Vale lembrar que a cidade de Nova Friburgo já passou por outros desastres de grandes proporções com enchente como em 1938, 1945, 1978, 1979, 1996 e 2007.
Em 2001 temporais e enchentes mataram 60 pessoas no Estado do Rio de Janeiro, sendo 45 delas em Petrópolis. Em 2010 ocorreram 473 mortes por deslizamentos ou inundações no Brasil, sendo 316 no Rio de Janeiro. Em abril de 2010 morreram 47 pessoas e mais de 3 mil ficaram desabrigadas na tragédia do Morro do Bumba. Segundo moradores, até janeiro de 2011, as medidas preventivas como contenção das encostas não foram realizadas e após o acidente nunca mais a Defesa Civil retornou ao local. De acordo com o presidente da Associação de Vítimas do Bumba, apenas 93 famílias ganharam casas do programa Minha Casa, Minha Vida enquanto 800 ainda esperam para receber o aluguel social.

### Causas do fenômeno meteorológico
Segundo o Instituto Nacional de Pesquisas Espaciais (INPE), o sistema meteorológico que causou as chuvas foi a Zona de Convergência de Umidade, que parte com vapor de água da Amazônia e segue afunilando até a Região Sudeste. Em Nova Friburgo, a quantidade de chuva em 24 horas variou entre 166mm a 281mm, a depender da região do município.

## Previsão

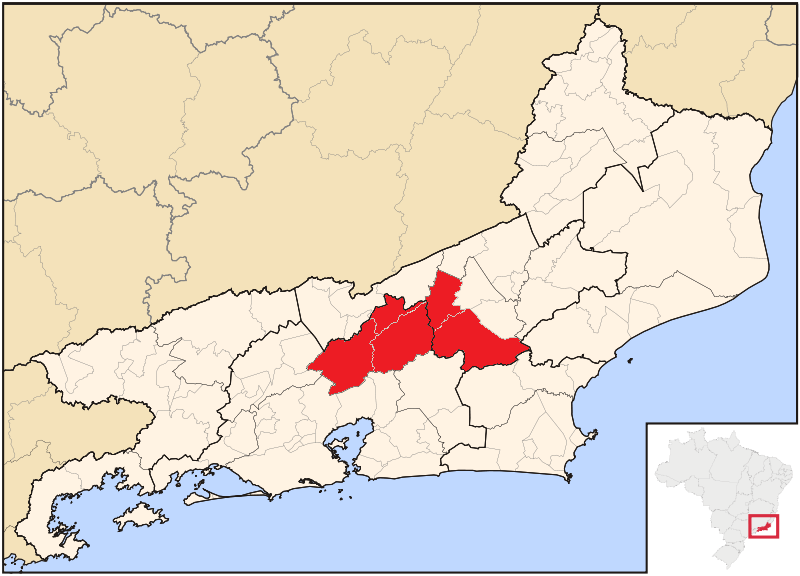
Localização dos municípios mais atingidos. Da esquerda para a direita: Petrópolis, São José do Vale do Rio Preto, Teresópolis, Sumidouro e Nova Friburgo.

O Instituto Nacional de Meteorologia (Inmet) previu o temporal que atingiu a região Serrana do Rio e emitiu um aviso meteorológico especial às 16h23min de terça-feira, dia 11 de janeiro, para as Defesas Civis estaduais e municipais. As prefeituras de Nova Friburgo, Teresópolis e Petrópolis receberam os alertas mas declararam que não houve tempo pra tomar as medidas necessárias para se evitar a tragédia. A Defesa Civil estadual do RJ ignorou os avisos de alerta emitidos pelo Inmet e também pelo Centro de Previsão de Tempo e Estudos Climáticos (Cptec) e seguiu as recomendações do Serviço de Meteorologia do Estado do Rio (Simerj), que não previa nenhum temporal.

## Resposta governamental

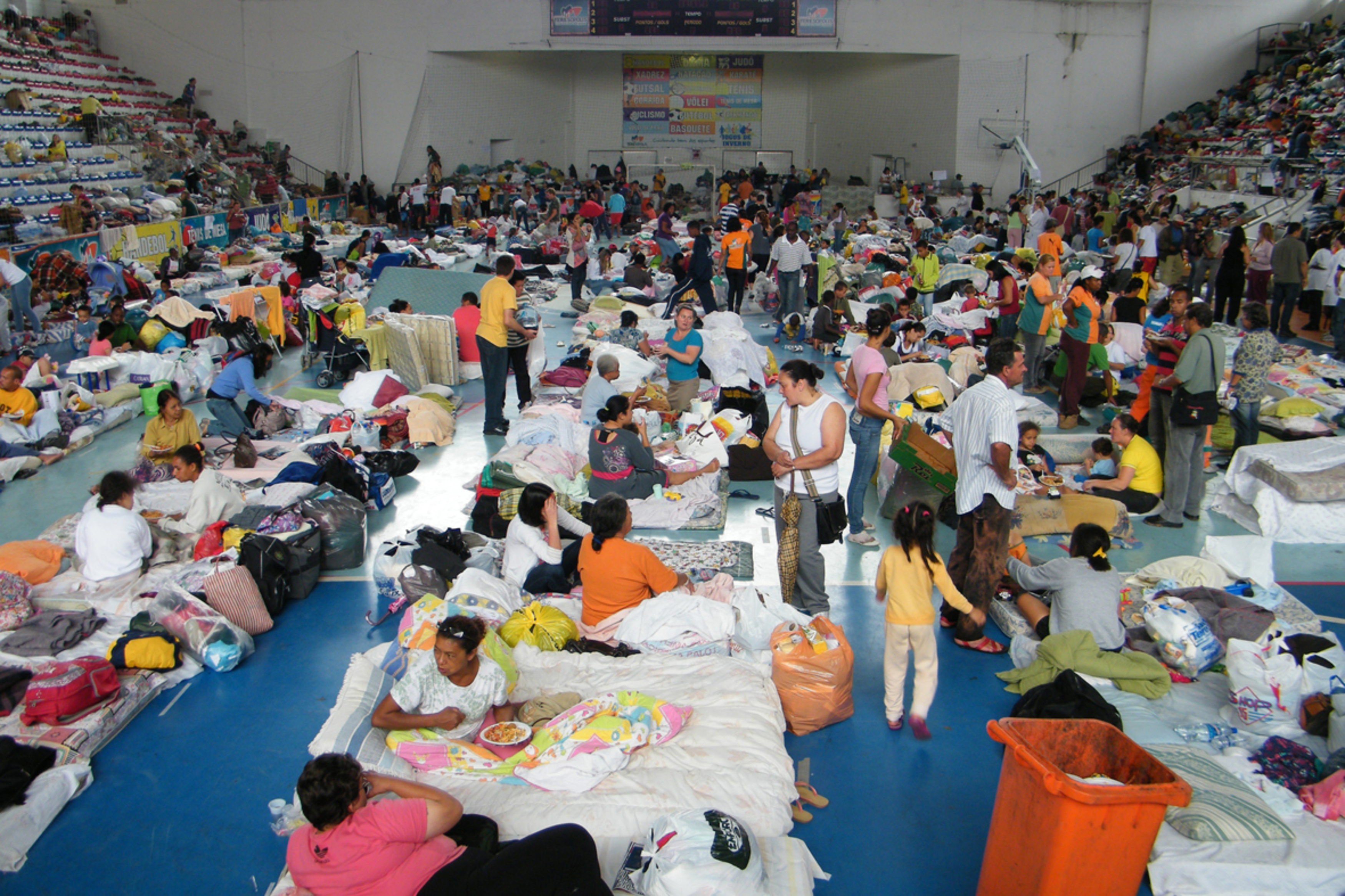
Abrigo improvisado em um ginásio, para famílias desabrigadas em Teresópolis.

Fortes chuvas, com enchentes, deslizamentos e perdas materiais e de vidas humanas, são recorrentes nas regiões tropicais brasileiras, a cada verão. O estado do Rio de Janeiro também enfrentou enchentes em janeiro e em abril de 2010, mas o governo federal contingenciou a maior parte dos recursos destinados à prevenção de acidentes naquele ano. Em resposta aos acontecimentos de 2011, a presidente Dilma Rousseff anunciou a destinação de 780 milhões de reais para reconstruir as cidades afetadas. O governo do estado do Rio de Janeiro concentrou seus recursos no resgate das vítimas soterradas e na desobstrução das estradas, e pediu o auxílio da Marinha e de órgãos da administração pública federal nos trabalhos.
O Governo disponibilizou ajuda rogada pelos municípios, porém os municípios contestaram que as dimensões do caos foram de grandes proporções, onde faltava até vacinas, por exemplo. O atendimento as vítimas foram iniciadas, as autoridades também precisam com urgência de itens de saúde, além de remédios, materiais básicos de higiene e kits de alimentação. Na região central da cidade de Teresópolis, o comércio permaneceu dias fechado. Comércio e supermercados foram alvo de saques, culminando num lastimável transtorno.
Em Areal, um aviso de "alerta máximo" feito por um carro de som impediu que os efeitos da cheia do Rio Piabanha, que corta a cidade, provocasse estragos ainda maiores. Segundo a prefeitura, na quarta-feira, dia 12 de janeiro, as autoridades do município foram avisadas da abertura das comportas da Represa do Morro Grande. Em função disso, um carro de som circulou pela cidade, alertando a população sobre a subida do nível do rio.
Grupos que atuaram no Haiti e no Chile tentavam chegar até as localidades mais atingidas, dificuldade na acessibilidade complicava cada vez mais o andamento das atividades de resgates.
Empresas, condomínios e personalidades também contribuem coletando doações e usuários do serviço de microblog Twitter, Orkut e Facebook demonstraram o poder da mobilização em redes sociais e organizaram um comboio para levar mantimentos, roupas e medicamentos para a população afetada na serra.
Medidas provisórias
No dia 27 de janeiro, o governo federal anunciou a construção de 6 mil casas populares para as vítimas das chuvas na região Serrana e os empresários se comprometeram na construção de outras 2 mil casas.
A prefeitura de Teresópolis informou que foi cancelado o carnaval oficial de 2011 e a assessoria de comunicação da Prefeitura de Nova Friburgo confirmou que também cancelou as festividades do carnaval da cidade.
O secretário estadual do Ambiente do Rio de Janeiro, Carlos Minc, anunciou a criação de cinco parques fluviais nas áreas atingidas pelas chuvas da região serrana. Estima-se que sejam necessários quase R$ 200 milhões para a implantação do projeto. Totalizando em 95 km de áreas destinada a parques.
Os órgãos públicos firmaram por meio de estudos um investimento estimado em 3,4 bilhões de reais para a recuperação da Região Serrana em um prazo de mais de dois anos.
Em abril de 2025, a Justiça Federal condenou Dermeval Barboza Moreira Neto, ex-prefeito de Nova Friburgo, por desvio de verbas públicas destinadas ao socorro das vítimas. Além do prefeito, um secretário municipal e um empresário local foram condenados a 9 anos, 10 meses e 10 dias de reclusão além da obrigação de ressarcir os cofres públicos em 171 mil reais, cada um.

## Vítimas e controvérsias
Desabrigados e desalojados
Cerca de 35 mil pessoas estavam listadas entre os desabrigados e desalojados na região. Segundo dados das prefeituras e da Defesa Civil, no encerramento do mês de janeiro, Teresópolis contava com 9 110 desalojados e 6 727 desabrigados; Petrópolis (incluindo Itaipava) somava 6 223 desalojados e 191 desabrigados; e Nova Friburgo já contabilizava 3 220 desalojados e 2 031 desabrigados.
Outros municípios bastante afetados, São José do Vale do Rio Preto registrando 2 018 desalojados e 300 desabrigados; Bom Jardim com 1 186 desalojados e 632 desabrigados; Sumidouro somando cerca de 311 desalojados e 200 desabrigados; e Areal com 1 469 desalojados.
A lista da Defesa Civil cita ainda outros municípios atingidos pelas chuvas, como Santa Maria Madalena (284 desalojados e 44 desabrigados), Trajano de Moraes (188 desalojados e 28 desabrigados), Sapucaia (30 desalojados e 140 desabrigados), São Sebastião do Alto (32 desalojados e 75 desabrigados), Três Rios (36 desalojados e 33 desabrigados), Cordeiro (43 desabrigados), Carmo (55 desalojados e 12 desabrigados), Macuco (28 desalojados e 24 desabrigados), Cantagalo (8 desalojados) e Cachoeiras de Macacu (4 desabrigados).
Mortes
A estilista Daniela Conolly foi uma das vítimas do desastre.
O ex-prefeito de Nova Friburgo, Paulo Azevedo, também foi vítima das chuvas que atingiram a região serrana do Rio de Janeiro. O corpo foi encontrado no domingo, dia 16 de janeiro pelos bombeiros no sítio da família, no bairro de Campo do Coelho.
A Secretaria estadual de Saúde e Defesa Civil, informou oficialmente os municípios que tiveram mortes e número de vítimas. Os dados estão sendo atualizados conforme a contabilização de novas vítimas. Embora o número oficial seja de aproximadamente 900 mortos, existem algumas análises de diferentes entidades e indivíduos que indicam que o número de vítimas fatais foi 10 vezes maior do que o divulgado, muitos afirmam que essas inconsistências são derivadas de viés político.
| Município                     | Mortes |
| ----------------------------- | ------ |
| Nova Friburgo                 | 426    |
| Teresópolis                   | 382    |
| Petrópolis                    | 71     |
| Sumidouro                     | 21     |
| São José do Vale do Rio Preto | 4      |
| Bom Jardim                    | 1      |
| Total                         | 905    |

## Luto oficial
A então presidente Dilma Rousseff decretou luto oficial de três dias, pelas vítimas dos temporais que assolaram vários municípios do país, principalmente na Região Serrana do estado do Rio de Janeiro.
O governador do estado do Rio de Janeiro, Sérgio Cabral, decretou luto oficial no estado do Rio de Janeiro por sete dias, pelas vítimas das chuvas na Região Serrana.
Em Portugal, os 308 municípios do país decretaram o dia 21 de janeiro como Dia de Luto Municipal com a colocação das bandeiras municipais a meia haste.

## Reações internacionais
- Alemanha: O presidente alemão, Christian Wulff, enviou mensagem à presidente Dilma Rousseff mencionando sua consternação ao receber as notícias dos acontecimentos e da esperança de uma breve volta à normalidade. "Partilhamos a sua esperança de que muitos dos desaparecidos ainda possam vir a ser resgatados ilesos e desejamos uma rápida recuperação aos feridos", disse. A chanceler Angela Merkel afirmou em carta à Dilma: "A Alemanha encontra-se a seu lado e está disposta a prestar ajuda onde quer que ela seja necessária". O ministro das Relações Exteriores da Alemanha Guido Westerwelle, em carta ao ministro brasileiro, Antônio Patriota, relatou choque e tristeza provocados: "Lamento o grande número de mortes e o volume de danos provocados pelas intensas chuvas na região serrana do Rio. Envio ao senhor, ao seu Governo e ao povo brasileiro minhas sinceras condolências e a minha solidariedade. Nossos pensamentos estão com as famílias das vítimas, os feridos e todos aqueles que, através da infelicidade, perderam seus pertences". No valor de quase € 190 mil (170 mil deles vindos de fundos do Governo Federal alemão), a ajuda humanitária fora coordenada pela Humedica do Brasil, filial brasileira da Humedica Internacional, uma ONG com sede na Alemanha cujo objetivo é dar assistência a vítimas de catástrofes e guerras. Outras ONGs alemãs cederam espaço de sua sede para abrigar cerca de cem vítimas das chuvas, e ainda providenciaram a compra e a distribuição de água potável, comprimidos para desinfecção da água, barracas, cobertores e utensílios domésticos de primeira necessidade (como panelas, copos e talheres), e contar com uma equipe de médicos e enfermeiros voluntários alemães, já a caminho do Brasil.[49][50]
- Angola: O Chefe de Estado de Angola, José Eduardo dos Santos, endereçou à Dilma Rousseff, uma mensagem de condolências devido a catástrofe que já vitimou centenas de pessoas, em consequência das chuvas que assolam o Brasil. O Presidente angolano afirma que “tem acompanhado com preocupação e tristeza o drama que o povo brasileiro vive em virtude destas chuvas” e à sua homóloga, em seu nome pessoal e do povo angolano, a solidariedade e sentido de pêsames ao Governo brasileiro e às famílias enlutadas.[51]
- Argentina: O país transmitiu "sua solidariedade ao governo e povo do Brasil e as mais sinceras condolências aos familiares das vítimas, diante das lamentáveis consequências produzidas pelas chuvas", diz um comunicado da chancelaria. O governo do país também ofereceu às autoridades brasileiras "a ajuda imediata e os elementos que se estimem necessários fornecer" em prol dos desabrigados da região serrana do Rio de Janeiro.[52][53]
- Austrália: O primeiro-ministro da Austrália, Kevin Rudd, expressou sua solidariedade ao Brasil: "como primeiro-ministro da Austrália, eu estendo nossas sinceras condolências, nossa solidariedade e o nosso apoio ao bom povo brasileiro, passando por essa situação terrível nesse momento."[54]
- El Salvador: O governo de El Salvador também expressou sua solidariedade à Dilma Rousseff e enviou condolências ao povo brasileiro. "O governo salvadorenho reafirma o especial afeto e a solidariedade com o povo irmão do Brasil, e manifesta que estará atento ao pedido que o País pode fazer à comunidade internacional para proporcionar ajuda e colaboração", disse o Ministério das Relações Exteriores.[55]
- Espanha: O chefe do Executivo espanhol, José Luis Rodríguez Zapatero, enviou um telegrama à presidente Dilma Rousseff, expressando as "mais sentidas condolências", e também o afeto e solidariedade do governo e do povo da Espanha "pela tragédia provocada pelos temporais", e ofereceu ajuda da Espanha. "Saiba que estamos a sua inteira disposição para fornecer, se considerar necessário, a ajuda e a colaboração que considerar oportunas", ressalta o presidente do Governo espanhol.[56][57]
- Estados Unidos: O embaixador dos EUA no Brasil, Thomas Shannon, declarou "Nossos pensamentos e orações estão com as famílias afetadas por este desastre natural. Esta é uma contribuição do povo dos Estados Unidos para o povo do Brasil, para apoiar a superação desta tragédia", além disso anunciou a doação de 100 mil dólares para assistência às vitimas.[58]
- Irão: O presidente Mahmoud Ahmadinejad disse ter enviado uma mensagem de solidariedade e condolências à presidente Dilma. As informações são da agência oficial de notícias do Irã, a Irna. Segundo o comunicado, Ahmadinejad manifestou "solidariedade à nação brasileira e ao governo" e desejou "prosperidade ao povo brasileiro".[59]
- México: O país ofereceu ao governo brasileiro sua disposição para "cooperar no auxílio aos desabrigados pelas inundações e deslizamentos" se as autoridades brasileiras precisarem. "Em nome do povo e do governo do México, a Secretaria de Relações Exteriores transmite seus pêsames aos familiares das vítimas das intensas chuvas que afetaram nos últimos dias os Estados brasileiros de Espírito Santo, Minas Gerais, Rio de Janeiro e São Paulo", afirmou a nota.[55]
- Portugal: Aníbal Cavaco Silva, presidente da República portuguesa, enviou uma mensagem de condolências à Presidente brasileira Dilma Rousseff. O presidente Português transmitiu "ao povo irmão do Brasil e, muito especialmente, às famílias das vítimas, os sentimentos de profundo pesar e sentida solidariedade" da parte do povo português.[60]
- Reino Unido: Londres enviou condolências ao País através de um comunicado. "Envio meus pêsames a todos os que perderam a família, os amigos, casas e trabalho nas zonas destruídas", disse o ministro das Relações Exteriores do Reino Unido, William Hague.[55]
- Suíça : O país de onde são muitos dos ascendentes das famílias de Nova Friburgo enviou ajuda. Todos que gostariam de fazer doações na Suíça puderam entrar num site da Association Fribourg-Nova Friburgo. Segundo o site, a cidade fluminense foi fundada em 1819 por 2200 suíços.[49]
- Venezuela: Segundo a chancelaria venezuelana, Hugo Chávez pretende "expressar sua solidariedade com o povo e o governo da irmã República Federativa do Brasil, e muito especialmente com os habitantes da região sudeste (…) afetados por fortes chuvas durante os últimos dias". A chancelaria também disse reconhecer esse tipo de tragédia, que afeta o país, deixando "perdas humanas e materiais".[61]
- Vaticano: O Papa Bento XVI enviou mensagem às vítimas da chuva no Rio. Pontífice disse estar 'consternado' pela tragédia no Estado. Íntegra do telegrama foi divulgada no site da Arquidiocese da capital do estado.[62]

## Consequências
Os danos e prejuízos na região foram significativos e profundos. Contudo, apesar de perdas de vidas e não bastasse o caos gerado pela tragédia, o impacto foi extremamente negativo na economia regional, afetando todos os setores da economia da região e com repercussões significativas além das divisas do estado.

### Turismo
A área central de Nova Friburgo foi totalmente devastada, tendo o seu principal atrativo, o teleférico afetado. O mesmo ficou parado até o ano de 2014, quando foi reaberta ao público. A igreja de Santo Antônio (tombada como patrimônio histórico) também foi seriamente afetada por causa da queda de barreiras. Locais como a Queijaria escola não foram tão afetados e o Jardim do Nêgo teve parte de obras soterradas.
Em Petrópolis, a área mais atingida foi a distante localidade do Vale do Cuiabá, localizada no distrito de Itaipava, onde a enxurrada deixou um rastro de destruição e 73 vítimas fatais. O local é uma região com várias pousadas e haras, alguns destes estabelecimentos também foram atingidos, todavia muitos proprietários já reconstruíram e retomaram as atividades.

### Leptospirose
Como já previam os especialistas, Nova Friburgo anunciou no dia 28 de janeiro, que dez casos de leptospirose foram confirmados no município após as chuvas. Em Teresópolis, um caso notificado da doença. Cerca de 150 pessoas aguardavam os resultados dos exames na região. Um surto da doença não foi descartado e algumas medidas foram providenciadas pelas autoridades adjuntamente com as equipes de saúde.

### Comércio
A tragédia surtiu efeito também no comércio da região. 84% dos empresários da região foram afetados pela tragédia e os prejuízos estimados pela Fecomércio foram de R$ 469 milhões.

### Serviços
A prestação de serviços na região também foi afetada. Serviços de luz, água, telefonia internet e transporte foram cortados devido a tragédia na região.